# Mathias Sandorf
Mathias Sandorf (franska: Mathias Sandorf) är en äventyrsroman från 1885 av den franske författaren Jules Verne. Den publicerades först som följetong i den franska tidningen Le Temps. Förläggare var Pierre-Jules Hetzel. Boken skrevs som en hyllning till Vernes store idol, Alexandre Dumas d.ä., och innehåller stora likheter med dennes roman Greven av Monte Cristo. Romanen ingår i serien Underbara resor, på franska Voyages extraordinaires. Första svenska upplagan kom 1888 på Oscar L. Lamms förlag, Stockholm.

## Handling
I den italienska staden Trieste, nära gränsen till Slovenien, lyckas de två småsinta skurkarna Sarcany och Zirone, 1867, hejda en brevduva, som väckt deras intresse. På duvans ben finner de två ett chiffrerat meddelande, som de lyckas lösa. Meddelandet avslöjar en plan att frigöra Ungern från österrike-ungerskt styre. Vid ett avtalat möte med den korrupte bankiren Silas Toronthal formar trion en plan för att tillfångata konspiratörerna och lämna över dem till polisen i utbyte mot en ansenlig belöning. Detta sker, och de tre konspiratörerna, vilka är greve Mathias Sandorf, Stephen Bathory och Ladislas Zathmer, arresteras och döms till döden. Mathias Sandorf är den ende av dem som lyckas rymma från fängelset innan dödsdomarna hunnit verkställas.
Femton år senare ger sig den ryktbare fysikern doktor Antekirtt i färd med att hämnas sina kamrater. Antekirtt är i själva verket greve Mathias Sandorf, som antas vara död sedan flykten från fängelset, eftersom han då blev skjuten och sjönk ner i vattnet. Han överlevde dock, och bytte identitet. Tillsammans med sina nya vänner, de franska akrobaterna Pascade och Matifou, är hans livsuppgift nu att söka igenom medelhavsområdet på jakt efter förrädarna. Med hjälp av sin enorma förmögenhet och sin position som ägare av och herre över en befäst ö, med den stora makt det innebär, har han stora möjligheter att lyckas, och han svär att aldrig ge upp innan rättvisa skipats.

## Källhänvisningar
1. ↑  ”Svenska Jules Verne”. http://www.jules-verne.dk/svlamm.html. Läst 21 juli 2014.

- Texten ovan är delvis en översättning av motsvarande artikel på engelskspråkiga Wikipedia.